# John Belling
John Belling, född 1866, död 1933 var en engelsk-amerikansk cellforskare och botaniker.
Belling var verksam i Västindien 1901-1907, var assistent vid försöksstationen i Florida 1907-1916, vid Carnegieinstitutet 1921-1929 och vid Berkeley-universitetet 1929-1933. Han gjorde sig särskilt känd som kromosomforskare (cytogenetik). Belling ägnade sig i synnerhet åt studier över reduktionsdelningens förlopp hos individer med avvikande kromosomuppsättning. Därunder utforskade han kromosomparbildningen hos polyploida former och hos individer med övertaliga eller strukturellt förändrade kromosomer. Vidare undersökte han crossing-over-processens cytologiska underlag och i samband därmed kromosomernas finstruktur. Belling reformerade även mikroskoptekniken genom införandet av nya fixerings och färgningsmetoder och genom förbättrade belysningsanordningar. Särskilt betydelsefull var den av Belling utarbetade så kallade aceto-karminmetoden för snabbundersökning av kromosomerna vid reduktionsdelningen.